# 216 v. Chr.
Portal Geschichte | Portal Biografien | Aktuelle Ereignisse | Jahreskalender | Tagesartikel

◄ |
4. Jahrhundert v. Chr. |
3. Jahrhundert v. Chr. |
2. Jahrhundert v. Chr. |
►

◄ | 230er v. Chr. | 220er v. Chr. | 210er v. Chr. | 200er v. Chr. |
190er v. Chr. |
►

◄◄ | ◄ | 219 v. Chr. | 218 v. Chr. | 217 v. Chr. | 216 v. Chr. |
215 v. Chr. |
214 v. Chr. |
213 v. Chr. |
► |
►►
Staatsoberhäupter

## Ereignisse

Verlauf des Zweiten Punischen Krieges 218–202 v. Chr.

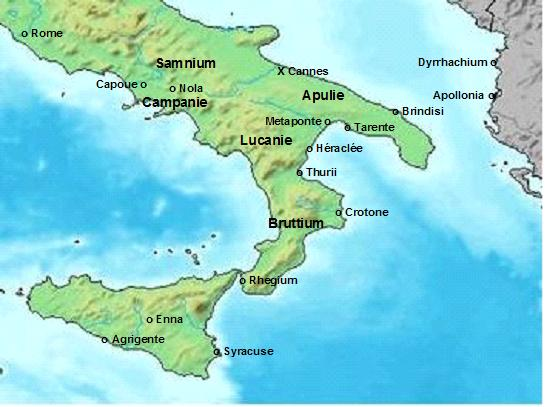
Karte Süditaliens mit der Kleinstadt Nola in der Mitte

- 2. August: Im Zweiten Punischen Krieg vernichtet der karthagische Feldherr Hannibal ein aus 16 Legionen bestehendes römisches Heer unter dem Befehl von Lucius Aemilius Paullus und Gaius Terentius Varro in der Schlacht von Cannae, ohne dass er jedoch politisch davon profitieren kann, weil er militärisch nicht in der Lage ist, Rom direkt anzugreifen.
- Im Anschluss versucht Hannibal, die Stadt Nola zu erobern, der Angriff wird aber von den Römern unter Marcus Claudius Marcellus in der Ersten Schlacht von Nola abgewehrt.
- Herbst: Der designierte Konsul Lucius Postumius Albinus marschiert mit 25.000 Mann von Ariminum Richtung Po gegen den Volksstamm der Boier, wird von diesen aber in einen Hinterhalt gelockt und fällt mit vielen seiner Legionäre.

## Geboren
- um 216 v. Chr.: Aristarchos von Samothrake, griechischer Philologe und Direktor der Bibliothek von Alexandria († 144 v. Chr.)

## Gestorben
- 2. August: Lucius Aemilius Paullus, römischer Konsul und Heerführer in der Schlacht von Cannae
- 2. August: Quintus Aelius Paetus, römischer Politiker, Pontifex und Heerführer
- 2. August: Lucius Atilius, römischer Politiker und Heerführer
- 2. August: Marcus Minucius Rufus, römischer Konsul und Heerführer
- 2. August: Gnaeus Servilius Geminus, römischer Konsul und Heerführer
- Herbst: Lucius Postumius Albinus, römischer Konsul und Heerführer

- Marcus Aemilius Lepidus, römischer Konsul